# Luís Filipe Pardal
Luís Filipe Melo e Sousa Pardal é um engenheiro civil português que desempenhou o cargo de Presidente da REFER - Rede Ferroviária Nacional, EP entre 2005 e 2012.
Licenciou-se em Engenharia Civil em 1971 pelo Instituto Superior Técnico, tendo iniciado a sua carreira no técnico Gabinete de Planeamento do Ministério das Obras Públicas e Comunicações.
Em 1973 ingressou na Brisa - Auto-Estradas de Portugal, S.A., onde desempenhou funções na Direcção Técnica (1973-76) e na Direcção de Exploração (1976-82).
Entre 1985 e 1986 esteve em Macau, onde dirigiu a execução do Plano de Reestruturação do Sistema de Transportes Colectivos, desempenhando depois, durante cerca de um ano, as funções de assessor nos Serviços das Obras Públicas e Transportes de Macau.
Em 1987 foi convidado a integrar os quadros da Ferbritas, assumindo a coordenação Geral do Projecto Integrado da Modernização da Linha da Beira Alta e posteriormente a condução de Actividades de Gestão de Empreendimentos Ferroviários.
Em Novembro de 1990 foi nomeado Vogal do Conselho de Administração da Ferbritas, qualidade em que exerceu funções durante cerca de doze anos (1990-2002), das quais, em quase metade (1997-2002), acumulando com o cargo de Presidente da Comissão Executiva.